# Мільйонери на один день (фільм)
«Мільйонери на один день» (фр. Millionnaires d'un jour) — французький кінофільм з Луї де Фюнесом.

## Сюжет
Фільм складається з невеликих новел, що розповідають про людей, які виграли мільйонні суми в лотерею і відчули себе мільйонерами, але тільки на один день, оскільки пізніше виявляється, що їх оголосили переможцями помилково.

## В ролях
- Габі Морле — Елен Берже
- Жан Брошар — П'єр Берже
- П'єр Брассер — Франсіс, волоцюга
- Андре Вальмі — Марсель
- Бернар Лажарріж — Філіпп Дюбреіль, журналіст
- Луї де Фюнес — адвокат Філіппа
- Жак Дінам — доктор Мішель
- Антуан Бальпетре — лікар
- Ів Деняюд — Антуан Берга, злидар
- Андре Габріело — мер
- Жанна Фюзьє-Жир — Луїза, невістка Елен
- Моніка Дарбо — Сільвія Дюбреіль
- П'єр Ларкеї — о. Жюль Мартен
- Жак Боме — головний суддя
- П'єр Детелль — власник кафе